# Slashdot
Slashdot, abrégé « /. », est un site d'actualités en langue anglaise traitant de « tout ce qui intéresse les nerds ». Les sujets abordés se rapportent habituellement aux ordinateurs et aux technologies de l'information, aux jeux vidéo, à Internet, à la science, à la propriété intellectuelle et à plusieurs autres sujets connexes. En 2012, le site accueille 3 700 000 utilisateurs par mois.

## Histoire
Créé en septembre 1997 par Rob « Cmdr Taco » Malda, il est en 2010 la propriété du réseau Geeknet. La majorité du contenu de Slashdot consiste en de courts résumés de nouvelles publiées sur d'autres sites, avec des liens vers ces nouvelles ; de plus, possibilité est donnée aux lecteurs de publier des commentaires sur les nouvelles. Leurs résumés sont soumis à l'approbation des modérateurs, qui acceptent ou rejettent les contributions. Par ailleurs, on trouve sur le site des critiques de livres ainsi que des requêtes Ask Slashdot (« demandez à Slashdot »), émises par des utilisateurs souhaitant des informations de la part du public.
Le nom de Slashdot a été choisi pour l'URL imprononçable que cela donne, http://slashdot.org se lisant en anglais http-colon-slash-slash-slashdot-dot-org. Cela se voulait au départ un genre de parodie. 
Le 25 août 2011, Rob Malda, le fondateur de Slashdot, a annoncé qu'il quittait ses fonctions.
En 2022, les éditeurs de Slashdot sont Beau (« BeauHD ») Hamilton, Manish (« manishs ») Singh, David (« EditorDavid »), et Logan (« whipslash ») Abbott.

## Public
Le public principal de Slashdot consisterait, d'après des lecteurs eux-mêmes, en utilisateurs de systèmes Unix appartenant au mouvement du logiciel libre. Cependant, un sondage sur Slashdot affirme que plus de la moitié des visiteurs utiliserait en fait Microsoft Windows, et seulement un tiers Linux, tandis que l'identification des navigateurs montre une proportion encore beaucoup moindre, ceci devant être nuancé par le fait que beaucoup de visites se font depuis le lieu de travail, où Microsoft Windows est très présent. De plus, une très grande partie des articles publiés sont orientés vers un public client de Microsoft, il en va de même pour les publicités.

## Slash
Le logiciel utilisé par le site web est appelé Slash (en). C'est l'ensemble des scripts Perl qui permettent le fonctionnement du site. Écrits par Rob Malda, ces scripts sont maintenus en 2010 par Jamie McCarthy et Chris Nandor. Il a été réalisé sous la licence publique générale GNU. D'autres sites internet ont utilisé ce logiciel pour leurs besoins.

## Effet Slashdot et SDOS
L'effet Slashdot désigne le fait qu'un site web soit submergé de requêtes provenant d'utilisateurs de Slashdot au moment de la publication d'une nouvelle le référençant, le rendant ainsi momentanément indisponible par déni de service. Il a donné naissance à un nouvel adjectif : slashdotted.
La charge d'un site peut par exemple sextupler lorsqu'il vient d'être référencé par Slashdot.
Un cas particulier d'effet Slashdot est le SDOS ou Social Denial of Service, lorsque l'afflux de requêtes provient en partie de badauds venant observer les effets d'un déni de service annoncé.

## Système d'autorégulation
Slashdot utilise un système élaboré d'autorégulation, qui donne une idée de démocratie électronique : les principes sont les suivants et ne concernent que les seuls usagers ayant un compte sur le site (l'ouverture de ce compte est libre et gratuite) :

### Usagers
- Chaque usager a un karma qui augmente :
  - Quand l'usager écrit un commentaire qui est modéré positivement par la suite
  - Quand l'usager propose un article accepté par les éditeurs
  - Quand les modérations de l'usager sont jugées bonnes par les métamodérateurs
  - Quand l'usager métamodère lui-même souvent (chacun en a le droit s'il fait partie des 92,5 % des usagers les plus expérimentés)
- Son karma diminue en revanche quand ses commentaires sont jugés médiocres, ou ses modérations partiales par les métamodérateurs (voir plus loin).

### Modérateurs
Le système tire régulièrement au sort des modérateurs, un peu à la manière du devoir de jury
- La probabilité d'être tiré au sort augmente avec le karma
- Le modérateur obtient un certain nombre (5) de points de modération (nombre de contributions qu'il peut modérer)
- Ce nombre de points se décrémente à chaque modération. Les points de modération non utilisés sont perdus au bout de 3 jours, ce qui évite la tentation de cumuler des points pour « frapper un grand coup ».
- Le modérateur choisit les commentaires qu'il veut modérer, ce qu'il fait en leur attribuant un adjectif qui donnera ou enlèvera des points de karma à l'auteur et donnera ou enlèvera des points au commentaire lui-même. Les adjectifs sont : Underrated (+1), Informative (+1), Insightful (+1), Interesting (+1), Funny (+1, sans bonus de karma), Offtopic (-1), Troll (-1), Flamebait (-1), Overrated (-1).
- Les commentaires peuvent avoir de -1 à 5 points. Les usagers choisissent individuellement le seuil à partir duquel les articles ont suffisamment de points pour qu'ils souhaitent les voir apparaître dans la liste qui leur est présentée.

Slashdot expérimente depuis 2006 un système pour qualifier un article à l'aide de mots-clefs. Ceux-ci ne sont pas restreints à un choix prédéterminé mais peuvent être choisis arbitrairement par les usagers, permettent de collationner des articles par sujet, et pourront servir éventuellement à un nouveau système de modération.

### Métamodérateurs
Tout usager admissible peut devenir métamodérateur volontaire, et donc accepter de juger le travail des modérateurs - dont il ne voit pas les noms. La limite est de dix modérations par jour et par métamodérateur en octobre 2008.
C'est cette fois-ci sur la qualité de la modération (et non de l'article) qu'il faut porter un jugement : juste, abstention, ou injuste. Les métamodérateurs forment une sorte de cour de cassation virtuelle par percolation. Une modération qualifiée d'injuste par les métamodérateurs fera perdre du karma à son modérateur. Un modérateur a donc tout intérêt (du moins s'il tient à le redevenir souvent) à se montrer aussi juste que possible, ou du moins reconnu tel, dans ses choix.
- Le métamodérateur ne choisit pas les contributions qu'il est appelé à modérer. Elles lui sont proposées par le système. Il choisit en revanche dans celles-là celle qu'il modèrera, car il peut pour chacune s'abstenir.
- Le système ne choisit les contributions à métamodérer que dans les sujets auxquels le métamodérateur n'a pas contribué, ce qui évite toute tentation de règlement de comptes.
- Le métamodérateur ne voit pas[note 2] le nom des auteurs des contributions qu'il doit métamodérer, ce qui lui évite tout préjugé : il doit se prononcer sur le contenu et ne pas être influencé par la réputation de son auteur.
- Les métamodérateurs peuvent punir les mauvais modérateurs lorsque nécessaire mais cela n'a pas pour effet de rétablir d'aucune façon le karma de l'auteur original du commentaire.